# André Wilms
André Wilms   (Estrasburg, 29 d'abril de 1947 - 13è districte de París, 9 de febrer de 2022) va ser un actor francès que també va aparèixer en pel·lícules alemanyes i finlandeses. Wilms va ser el guanyador del premi al Millor actor de repartiment als Premis del Cinema Europeu de 1992 per la seva interpretació a La Vie de Bohème d'Aki Kaurismäki.

## Filmografia
- Le tartuffe (1984)
- Fields of Honor (1987)
- Life Is a Long Quiet River (1988)
- A Strange Place to Meet (1988)
- Monsieur Hire (1989)
- Europa Europa (1990)
- La Vie de Bohème (1992)
- Leningrad Cowboys Meet Moses (1994)
- Juha (1999)
- Tanguy: què en fem, del nen? (2001)
- A Piece of Sky (2002)
- Brocéliande (2002)
- Roses à crédit (2010)
- Le Havre (2011)[3][4]
- Americano (2011)
- A Villa in Italy (2013)
- Superegos (2014)
- The Missionaries (2014)
- Pause (2014)
- The Forbidden Room (2015)
- Voyage en Chine (2015)
- Marie Curie: The Courage of Knowladge (2016)
- Hannah (2017)
- Le sel des larmes (2019)